# Astor pitblanc
L'astor pitblanc (Accipiter poliogaster) és un ocell rapinyaire de la família dels accipítrids (Accipitridae). Habita la selva humida d'Amèrica del Sud, a l'est de Colòmbia, Guaiana, est de l'Equador, est del Perú, nord i est de Bolívia, Amazònia del Brasil, est i sud-est del Brasil i nord del Paraguai. El seu estat de conservació es considera gairebé amenaçat.